# Daniel Maria Vieira Barbosa
Daniel Maria Vieira Barbosa ComC • GCC (Porto, 13 de Julho de 1908 - Cascais, Cascais, 12 de Maio de 1986), conhecido como Daniel Barbosa, foi um economista, professor universitário e governante português

## Vida e obra
Licenciou-se em Engenharia Civil pela Faculdade de Engenharia da Universidade do Porto em 1935, tendo como docente Ezequiel de Campos.
Com o fim de completar a sua formação vai estudar para centros universitários alemães, suíços e franceses.
Em 1936 vai trabalhar para a Direção Técnica da Administração dos Portos do Douro e de Leixões como engenheiro-adjunto e no ano seguinte integra o corpo docente da Faculdade de Engenharia da Universidade do Porto, primeiramente como assistente, depois em 1941 como professor auxiliar, tendo sido feito Comendador da Ordem Militar de Nosso Senhor Jesus Cristo a 21 de Junho de 1946, e, finalmente, como professor catedrático em 1948, ano em que, a 27 de Outubro, foi elevado a Grã-Cruz da Ordem Militar de Nosso Senhor Jesus Cristo.
Transfere-se, em 1952, para o Instituto Superior Técnico da Universidade Técnica de Lisboa para chefiar como professor catedrático o ensino da Economia. Neste instituto desenvolveu estudos que culminariam na sua importante obra de economia teórica: "Análise Económica".
Para além da sua atividade como docente exerceu outros cargos, quer no setor público quer no setor privado, tendo sido deputado à Assembleia Nacional (1949-1957), 8.º Presidente do Conselho Directivo, cargo actualmente equivalente ao de Bastonário, da Ordem dos Engenheiros de 20 de Fevereiro de 1953 a 6 de Novembro de 1956, governador do Banco de Fomento Nacional (1965-1974), Ministro da Economia (1947-1948) e Ministro da Indústria e Energia (1974), no governo de Marcelo Caetano, o último do Estado Novo,. O seu desempenho como ministro da Economia valeu-lhe, ao tempo, a alcunha de «Barbosa das Farturas».